# کالین فورد
کالین فورد (انگلیسی: Colin Ford؛ زادهٔ ۱۲ سپتامبر ۱۹۹۶) یک هنرپیشه اهل ایالات متحده آمریکا است.
از فیلم‌ها یا برنامه‌های تلویزیونی که وی در آن نقش داشته است می‌توان به ما باغ وحش خریدیم، زیر گنبد، دیسکانکت, و همچنین سوپر نچرال در نقش نوجوانی های سم وینچستر اشاره کرد.